# ᴔ
Cette page contient des caractères spéciaux ou non latins. S’ils s’affichent mal (▯, ?, etc.), consultez la page d’aide Unicode.
ᴔ (uniquement en minuscule), appelé e dans l’o culbuté ou oe culbuté, est une lettre additionnelle de l’alphabet latin qui est utilisée dans l'alphabet phonétique ouralien et dans la transcription phonétique d’Otto Bremer. Elle est composée d’un e dans l’o culbuté à 180° ‹ œ › ou, parfois dans l’alphabet phonétique ouralien, couché à 90° ‹ œ ›.

## Utilisation

### Alphabet phonétique ouralien
Dans l’alphabet phonétique ouralien, e dans l’o culbuté ‹ ᴔ › est un symbole utilisé pour représenter une voyelle mi-ouverte antérieure à la prononciation réduite, l’e dans l’o ‹ œ › représentant une voyelle mi-ouverte antérieure et les voyelles culbutées (ou couchées à 90°) indiquant une prononciation réduite.

### Transcription de Bremer
En 1898, Otto Bremer utilise l’e dans l’o culbuté ‹ ᴔ › dans la deuxième version de sa transcription phonétique. Bien que ce symbole soit décrit comme étant une ligature formée de a et o (c’est-à-dire ꜵ), il a la forme d’une ligature formée de ə et o dans la collection « Sammlung kurzer Grammatiken deutscher Mundarten » dirigée par Otto Bremer. Il a cependant la forme d’une ligature formée de a et o dans Versuch einer Charakteristik und Phonetik der Bamberger Mundart von Stadtsteinach de Georg Schübel publié en 1911, Die nordfriesische Sprache der Goesharden de Ernst Brandt publié en 1913, ou encore dans Zur Dialectgeographie Westfalens, une description des dialectes de Westphalie, de Theodor Baader. Sa majuscule est utilisée dans certains ouvrages de la collection de Bremer.

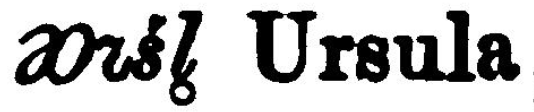
Ursula transcrit ᴔꭋšl̥ (avec une majuscule initiale) dans Heilig 1898.
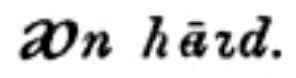
Transcription ᴔn hꬰ̄ꭋd (avec une majuscule initiale) dans Gerbet 1908.
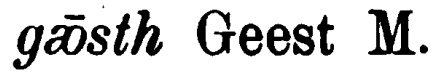
ᴔ avec le forme de ꜵ dans Brandt 1913
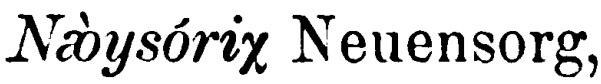
ᴔ avec le forme de ꜵ dans Schübel 1913

## Alphabet phonétique international
L’e dans l’o culbuté ‹ ᴔ › a été proposé comme symbole de l’alphabet phonétique international pour noter la voyelle neutre du français distinctement des voyelles neutres de l’anglais et de l’allemand en 1893, cependant celui-ci n’a pas été adopté.

## Représentations informatiques
Le e dans l’o culbuté peut être représenté avec les caractères Unicode (Extensions phonétiques) suivants :
| formes    | représentations | chaînes de caractères | points de code | descriptions                               |
| --------- | --------------- | --------------------- | -------------- | ------------------------------------------ |
| minuscule | ᴔ               | ᴔ                     | U+1D14         | lettre minuscule latine e dans l’o culbuté |